# Дэнсхолл
Дэнсхолл или дансхолл (англ. dancehall) — музыкальный стиль, возникший на Ямайке в конце 1970-х годов, как и «раггамаффин». Его музыкальная структура выработалась на основе регги-ритма (см. «Риддим»), но играется значительно быстрее.

## Танец
Дэнсхолл — это уличный ямайский танец, который включает в себя множество социальных танцевальных стилей и, обязательно, attitude ( англ. подача, характер). Изучение стиля начинается с базовых степов, которые складываются в простые рутины, либо в обыгрывающие музыку хореографии.

## Известные исполнители
- Aidonia
- Alkaline
- Barrington Levy
- Beenie Man
- Beres Hammond
- Bounty Killer
- Buju Banton
- Busy Signal
- Capleton
- Chaka Demus & Pliers
- Charly Black
- Cocoa Tea
- Culcha Candela
- Cutty Ranks
- Dennis Brown
- Diplo
- Don Yute
- Dub Incorporation
- Elephant man
- Frankie Paul
- Freddie McGregor
- GAGE
- Garnett Silk
- Half Pint
- I-OCTANE
- Konshens
- Mad Cobra
- Major Lazer
- Marcia Griffiths
- Mavado
- Maxi Priest
- Mr. Vegas
- Mr.Vegas
- Ninjaman
- Patra
- Popcaan
- Sean Paul
- Shabba Ranks
- Shaggy
- Shenseea
- Sister Nancy
- Spice
- Super Cat
- T.O.K
- Tiger
- Tommy Lee Sparta
- Vybz Kartel
- Yellowman

Русскоязычные дэнсхолл-исполнители
- Steppa Style
- Дерево Жизни
- Дабац
- Левша-пацан
- Децл aka Le Truk